# 8991 Solidarity
A 8991 Solidarity (ideiglenes jelöléssel 1980 PV1) a Naprendszer kisbolygóövében található aszteroida. A European Southern Observatoryban fedezték fel 1980. augusztus 6-án.